# یازل (یمن)
 یازل  دهستان بزرگی از توابع استان استان صَنعاء در کشور یمن و در شبه جزیره عربستان واقع می‌باشد. 

## جمعیت
جمعیت روستای  یازل  در حدود ۱۱۰۶ نفر می‌باشد، شغل عُمدهٔ مردم روستا کشاورزی و دامداری است.
ساکنان این روستا و از پیروان مذهب مالکی هستند. 

## منبع
- استاد.دکتر: الجرو، سعید، اسمهان، ، (دراسات فی التاریخ الحضاری للیمن القدیم)، دار الکتاب الحدیث، چاپ عدن، ۲۰۰۳ میلادی به (عربی).